# Les Dahus d'Arbent
Les Dahus d'Arbent sont  un club de rugby à XIII Fauteuil français fondé en 2014 et basé à Arbent dans l'Ain. Le club remporte le Championnat de France « Élite 2 » en 2019 en battant en finale le Stade toulousain RH.

## Histoire
Le club est fondé en 2014 et ne comporte à son origine que quatre joueurs. L'effectif augmente pour atteindre cinquante-deux joueurs en 2018. Son objectif étant « d’accéder à l’Élite 1 au bout de quatre ans ».
En 2018, l'objectif est atteint : le club remporte le championnat d'Elite 2 en battant le Stade Toulousain sur le score de 59 à 52 et est promu en Élite 1.
Adrien Zittel était l'entraineur de l'équipe en 2019, année du sacre du club en Élite 2. En 2024, Davut Oran est l'entraîneur officiel ainsi que le secrétaire du club.

## Palmarès
| Championnat de France                             | Coupe de France                   |
| ------------------------------------------------- | --------------------------------- |
| - Champion (1) : Élite 2 (2019) - Finaliste (-) : | - Vainqueur (-) - Finaliste (-) : |

## Joueurs notables
Parmi les joueurs notables, on peut citer Quentin Barat (capitaine de l'équipe championne de France en 2019 auteur de deux essais en finale), Guillaume Goncalves et Romain Perrin.